# Bola de miralls
Una bola de miralls o espills, bola de discoteca o estrobosfera o bola estroboscòpica, vulgarment coneguda com a bola de discoteca és un objecte esfèric que reflecteix llum en diverses direccions, generalment de manera estroboscòpica, gràcies als mirallets de la qual és recoberta. La seva superfície és coberta amb centenars o milers de miralls, gairebé tots amb la mateixa forma i grandària. Usualment, es penja sobre el cap del públic en un dispositiu que la fa girar contínuament en un eix vertical. Al mateix temps, és il·luminada amb focus perquè la llum hi reboti i el públic pugui veure raigs que rebotin sobre ells i sobre el lloc.
La bola de miralls més grossa del món va ser instal·lada en 2002 per l'artista Michael Trainor a Blackpool, Anglaterra (53°47′00.3″N 3°03′31.1″O / 53.783417, -3.058639). L'estructura, batejada com They shoot horses, don't they? en referència a la pel·lícula homònima de 1969, va ser construïda per una companyia d'enginyeria de Oldham, al Gran Mánchester, i inclou 46500 miralls.